# Victor Murdock

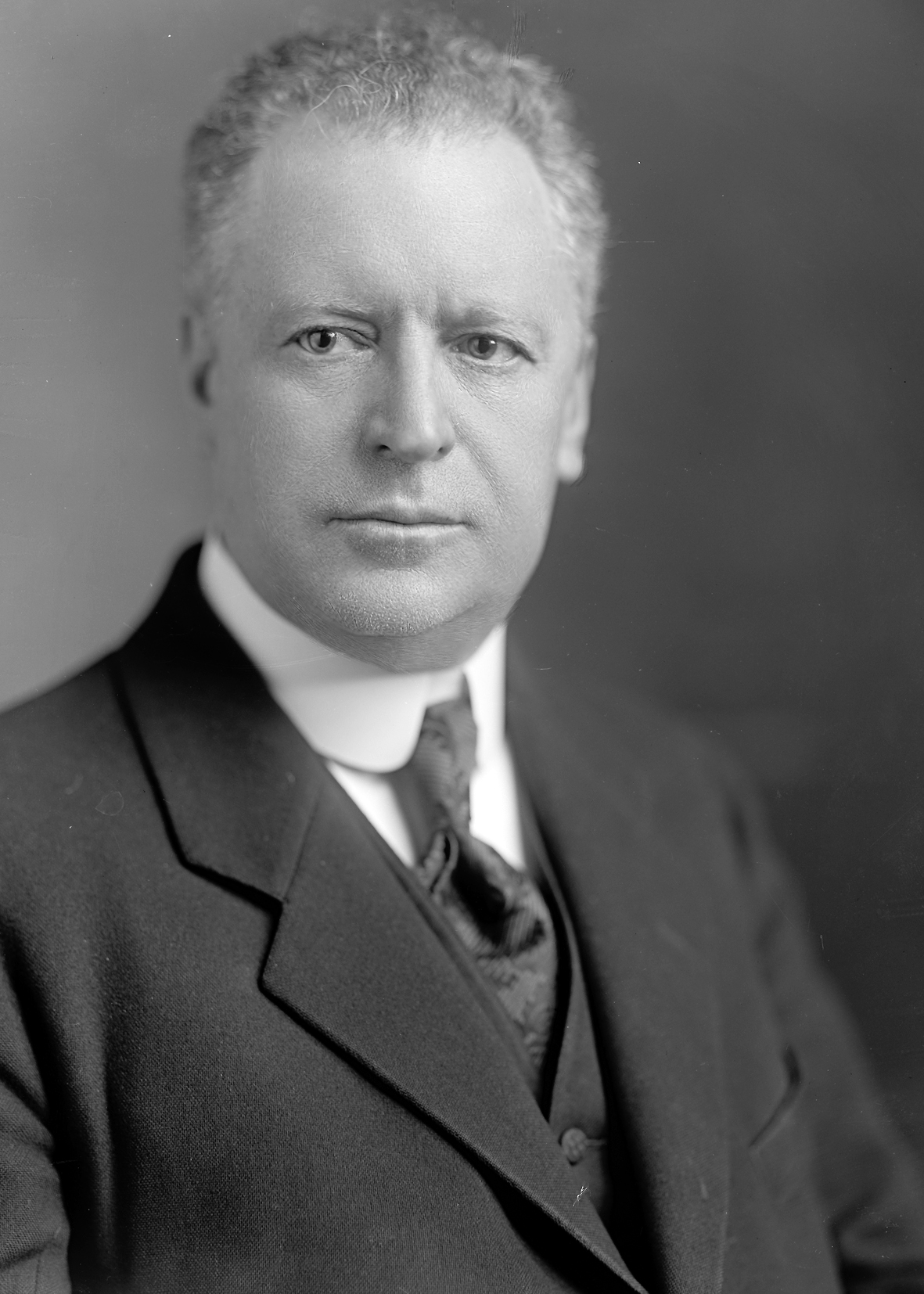
Victor Murdock

Victor Murdock (* 18. März 1871 in Burlingame, Osage County, Kansas; † 8. Juli 1945 in Wichita, Kansas) war ein US-amerikanischer Politiker. Zwischen 1903 und 1907 vertrat er den siebten und von 1907 bis 1915 den achten Wahlbezirk des Bundesstaates Kansas im US-Repräsentantenhaus.

## Leben
Bereits im Jahr 1872 kam Victor Murdock mit seinen Eltern nach Wichita. Dort besuchte er die öffentlichen Schulen und die Lewis Academy. Danach begann er eine Laufbahn bei der Presse. Bis 1891 war er als Reporter für die Zeitung Wichita Eagle tätig. Dann zog er nach Chicago, wo er zwischen 1891 und 1894 ebenfalls als Zeitungsreporter arbeitete. Nach seiner Rückkehr nach Wichita war er von 1894 bis 1903 geschäftsführender Herausgeber der Zeitung Daily Eagle. Von 1895 bis 1897 war er außerdem bei der Verwaltung eines Berufungsgerichts angestellt.
Als der 1902 wiedergewählte Kongressabgeordnete Chester I. Long sein Abgeordnetenmandat nach seiner Wahl in den US-Senat aufgab, wurde der Republikaner Murdock bei der fälligen Nachwahl im siebten Distrikt von Kansas zu dessen Nachfolger im US-Repräsentantenhaus in Washington, D.C. gewählt. Im Jahr 1904 wurde er in diesem Bezirk wiedergewählt. Seit den Wahlen des Jahres 1906 kandidierte Murdock im achten Distrikt. Insgesamt war er zwischen dem 26. Mai 1903 und dem 3. März 1915 Mitglied des Kongresses. In dieser Zeit wurden der 16. und der 17. Verfassungszusatz im Kongress verabschiedet. Diese Artikel führten die bundesweite Einkommensteuer und die Direktwahl der Senatoren ein. Im Jahr 1914 verzichtete Murdock auf eine weitere Kandidatur. Stattdessen bewarb er sich erfolglos um die Nominierung für die Wahlen zum Senat.
Inzwischen war Murdock Mitglied der kurzlebigen vom ehemaligen US-Präsidenten Theodore Roosevelt gegründeten Progressive Party geworden. 1915 und 1916 war er Bundesvorsitzender dieser Partei. Im Jahr 1916 arbeitete er als Kriegsberichterstatter. Zwischen 1917 und 1924 war Murdock Mitglied der Bundeshandelskommission. Von 1919 bis 1923 war er, mit einer Ausnahme im Jahr 1921, Vorsitzender dieser Kommission. Danach zog er sich aus der Politik zurück. Er gab aber bis zu seinem Tod im Jahr 1945 die Zeitung The Wichita Eagle heraus.